# Біляївська міська територіальна громада
Біляївська міська територіальна громада — територіальна громада в Україні, в Одеському районі Одеської області. Населення громади складає 22 712 осіб. Адміністративний центр — місто Біляївка.

## Історія

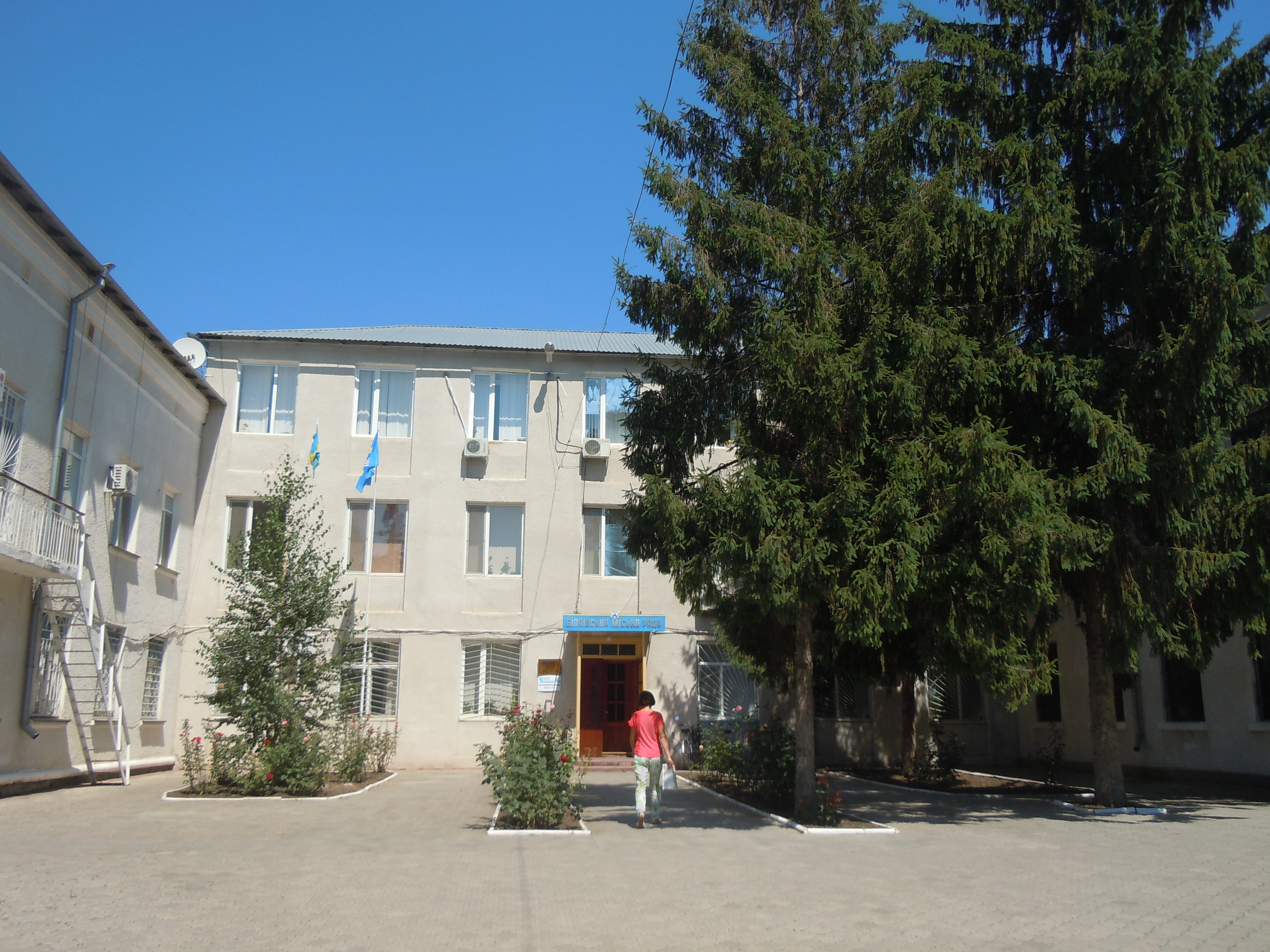
Будівля Біляївської міської ради

Біляївська міська громада створена в складі Біляївського району рішенням Одеської обласної ради від 12 серпня 2015 року в рамках адміністративно-територіальної реформи 2015—2020 років. Перші вибори відбулися 25 жовтня 2015 року. До складу  громади увійшли Біляївська міська рада і Майорівська сільська рада. 28 січня 2016 місто Біляївка (а відповідно і громада) дістало статус міста обласного значення.
Від 6 вересня 2019 року прийнято рішення про приєднання до громади Мирненської сільської ради. Відповідно до постанови від 17 липня 2020 року територіальна громада була ліквідована, разом із відповідними сільськими радами, і в свою чергу утворена Біляївська міська територіальна громада у складі новоутворенного Одеського району (17 липня 2020 року згідно розпорядження КМУ від 12 червня 2020 р. вирішено приєднати до громади Граденицьку і Кагарлицьку сільські ради.).

## Склад
До складу громади входить місто Біляївка і 6 сіл:
- Градениці
- Кагарлик
- Майори
- Мирне
- Повстанське
- Широка Балка

## Географія
Територіальна громада займає площу 396.4 км². На території громади розташовані такі водойми: річка Барабой, Турунчук, озера Біле, Саф'яни, а також Барабойське і Кучурганське водосховище.